# Élections générales espagnoles de 2016 en Navarre
Les élections générales espagnoles de 2016 (en espagnol : Elecciones generales de España de 2016) se sont tenues le dimanche 26 juin 2016 afin d'élire les 350 députés et 208 des 266 sénateurs de la XIIe législature des Cortes Generales. 5 députés sont élus en Navarre.

## Résultats

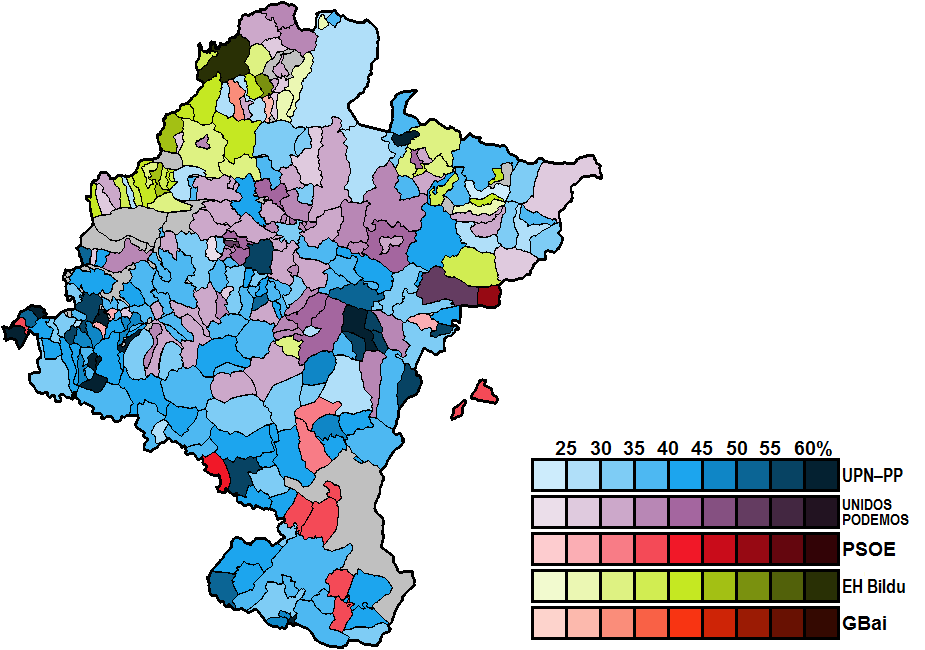
Résultats par commune.

| Parti                  | Parti                                                   | Voix    | %     | +/-           | Sièges | +/-           |
| ---------------------- | ------------------------------------------------------- | ------- | ----- | ------------- | ------ | ------------- |
|                        | Liste commune UPN-PP                                    | 106 976 | 31,90 | 2,96          | 2      | en stagnation |
|                        | Unidos Podemos (UP) (Pod.-IU-Equo-Batzarre)             | 94 972  | 28,32 | 1,23          | 2      | en stagnation |
|                        | Parti socialiste ouvrier espagnol (PSOE)                | 58 173  | 17,35 | 1,83          | 1      | en stagnation |
|                        | Euskal Herria Bildu (EH Bildu)                          | 31 374  | 9,36  | 0,53          | 0      | en stagnation |
|                        | Ciudadanos (Cs)                                         | 20 505  | 6,11  | 0,96          | 0      | en stagnation |
|                        | Geroa Bai (GBai)                                        | 14 343  | 4,28  | 4,39          | 0      | en stagnation |
|                        | Parti animaliste contre la maltraitance animale (PACMA) | 2 757   | 0,82  | 0,16          | 0      | en stagnation |
|                        | Recortes Cero-Grupo Verde (RC-GV)                       | 1 089   | 0,32  | 0,05          | 0      | en stagnation |
|                        | Union, progrès et démocratie (UPyD)                     | 591     | 0,18  | 0,23          | 0      | en stagnation |
|                        | Liberté navarraise (Ln)                                 | 548     | 0,16  | en stagnation | 0      | en stagnation |
|                        | Solidarité et autogestion internationaliste (SAIn)      | 539     | 0,16  | 0,10          | 0      | en stagnation |
|                        | Vote blanc                                              | 3 468   | 1,03  | 0,02          |        |               |
|                        |                                                         |         |       |               |        |               |
| Suffrages exprimés     | Suffrages exprimés                                      | 335 335 | 99,00 |               |        |               |
| Votes nuls             | Votes nuls                                              | 3 385   | 1,00  |               |        |               |
| Total                  | Total                                                   | 338 720 | 100   | -             | 5      | en stagnation |
| Abstention             | Abstention                                              | 163 810 | 32,60 |               |        |               |
| Inscrits/Participation | Inscrits/Participation                                  | 502 530 | 67,40 |               |        |               |